# Fekete Klára
Fekete Klára, született: Schwarcz Klára (Komló, 1954. augusztus 17. –) magyar újságíró.

## Pályafutása
Házastársa: dr. Petrovics István történész (1953–) 1977–1982. Szávay István újságíró, szerkesztő, fotóművész (1946–) 1982-től.
Gyermekei: Petrovics Ágnes és dr. Petrovics Klára.
Fekete Klára Komlón született, német nemzetiségű családban nevelkedett, szülei Schwarcz János és Falk Erzsébet.
Általános iskolába a Baranya megyei Szászváron járt, középiskolai tanulmányait Pécsen, a Leőwey Klára Gimnáziumban végezte, 1972-ben érettségizett. Ugyanabban az évben felvették a József Attila Tudományegyetem (ma Szegedi Tudományegyetem) Bölcsészettudományi Kara történelem-orosz szakára. 1977-ben középiskolai tanári diplomát kapott, 1978-ban Budapesten, a MÚOSZ Újságíró Iskola belpolitikai szakán újságíró képesítést szerzett.
Első munkahelye 1976 és 1978 között a Szegedi Egyetem szerkesztősége volt (közben diplomázott az egyetemen és az újságíró iskolában). 1978-tól a Csongrád megyei Hírlap (1989-től Délvilág) gazdasági rovatának munkatársaként, majd rovatvezetőjeként dolgozott. 1991-től 2016-ig, nyugdíjba vonulásáig a Délmagyarország munkatársa különböző beosztásokban. 1989-1999-ig a Világgazdaság, 2001-2003 között az Üzleti7 Csongrád megyei tudósítója.

## Művei
Cégvesztő címmel 1999-ben elemző riportkötete jelent meg Szeged gazdaságának rendszerváltás utáni átalakulásáról, korábbi nagy múltú cégek megszűnéséről, bezárásáról, a kudarcok okairól. A könyvből ugyanezzel a címmel, a szerző forgatókönyve alapján 2005-ben 6 részes dokumentumfilm sorozatot készített Bubryák István televíziós szerkesztő, producer.
2007-ben jelent meg a Novák városai című, Novák István, Szeged Ybl-díjas főépítészének munkásságáról szóló album, amelynek egyik társszerzője.

## Díjai, elismerései
- 2017. Szegedért Emlékérem
- 2014. Csongrád Megyei Príma Díj
- 2013. Délmagyarország Aranytoll
- 2006. Gazdasági és Közlekedési Minisztérium Sajtódíj
- 2004. Szegedi Tudományegyetem Sajtódíj